# Thomas Tuma
Thomas Tuma (* 25. September 1964 in Bad Mergentheim) ist ein deutscher Journalist und Autor.

## Leben
Tuma war nach einem Volontariat bei einer Lokalzeitung auf der Deutschen Journalistenschule und studierte in München und Washington, D.C. Journalistik. Er war u. a. bei der Münchner Abendzeitung sowie bei der Illustrierten Tango in Berlin tätig.
Nach einem Jahr beim Wochenmagazin Stern wechselte Tuma 1996 zum Nachrichtenmagazin Der Spiegel, wo er zunächst als Wirtschafts- und Medienredakteur arbeitete. Von 2002 bis 2013 war er Ressortleiter der Bereiche Wirtschaft und Medien.
2001 erschien Tumas Kriminalroman „Tödlicher Chat“. Von 2010 bis 2015 war er Jurymitglied des Axel-Springer-Preises.
Von 2013 bis 2020 war Tuma als stellvertretender Chefredakteur des Handelsblatts in Düsseldorf tätig. Daneben verantwortete er die von ihm entwickelte Beilage „Handelsblatt Magazin“, die sich mit Mode- und Lifestylethemen auseinandersetzt.
Seit Mai 2021 schreibt Tuma als Chefautor für Focus und ist zudem Mitglied der Chefredaktion.

## Preise
Zusammen mit Martin U. Müller erhielt Tuma den 3. Preis beim Helmut-Schmidt-Journalistenpreis 2011 für den Spiegel-Artikel „Weltreligion Shoppen“. Für die vierteilige Artikelserie „Deutschland, deine Reichen“ wurde er 2012 gemeinsam mit Kollegen mit dem „Friedrich-Vogel-Preis für Wirtschaftsjournalismus“ ausgezeichnet. Der Report „Formel Zalando“ brachte ihm gemeinsam mit einer Kollegin 2019 den Herbert Quandt Medien-Preis.

## Schriften
- Live aus dem Fettnäpfchen. Ganz gemeine Glossen. Schneekluth, München 1994, ISBN 3-7951-1334-2.
- Tödlicher Chat. Rowohlt, Reinbek 2001, ISBN 3-499-22725-8.
- Der moderne Mann. 50 gesammelte Kolumnen. Gabal Verlag, Offenbach am Main 2016, ISBN 978-3-86936-728-6.
- Der Moderne Mann in unsicheren Zeiten. 50 neue Kolumnen. Gabal Verlag, Offenbach am Main 2018, ISBN 978-3-86936-835-1.